# 박태환
박태환(朴泰桓, 1989년 9월 27일~)은 대한민국의 수영 선수이다. 대한민국의 수영 역사상 최초로 2008년 베이징 올림픽 자유형 400m에서의 금메달과 자유형 200m에서의 은메달을 획득함으로써 한국인 최초로 수영 올림픽 메달을 획득하였다. 또한 2012년 하계 올림픽 자유형 400미터서 실격 판정 번복 속에서도 최선을 다해 은메달을 획득한 데 이어, 수영계에서 가장 경쟁이 치열하다는 자유형 200미터에서도 값진 은메달을 차지해 한국 수영 선수 최초로 2회 연속 올림픽에서 메달을 획득했다. 국내 성적은 전국체육대회에서 2005년 울산, 2007년 광주, 2008년 전남 대회까지 3번의 대회 MVP를 수상했으며 그동안 2005년 전국체전 4관왕을 비롯 2006년부터 2008년까지 3년 연속 5관왕에 올랐다. 또한 2004년《제28회 아테네 올림픽》수영 국가대표, 2006년《제15회 도하 아시안게임》수영 국가대표, 2008년《제29회 베이징 올림픽》수영 국가대표, 2010년《제16회 광저우 아시안게임》 수영 국가대표, 2012년《제30회 런던 올림픽》 수영 국가대표, 2014년《제17회 인천 아시안게임》수영 국가대표, 2016년《제31회 리우데자네이루 올림픽》수영 국가대표로 뽑혔다.

## 약력
박태환은 5살 때 천식기가 있어 의사의 권유로 수영을 시작했다. 그가 처음부터 수영을 좋아한 것은 아니었다. 그는 어릴 때 물을 무서워했기 때문이다. 그러나 물속에 들어가자 수영이 좋아졌고 그 이후로 수영을 열심히 했다. 대청중학교 3학년 때인 2004년 대한민국 선수단 중 최연소 국가 대표로 주목 받으며 《아테네 올림픽》에 참가, 자유형 400m 예선에서 긴장으로 인한 부정출발로 실격당했으나 2005년 한 해 동안 무려 여섯 번의 대한민국 신기록을 세우며 '신동' 소리를 들었다.
2005년 11월 마카오 동아시아 경기 대회에서 자유형 400m에서 3분 48초 71로 대한민국 신기록을 세우며 금메달을, 자유형 1500m에서 15분 00초 32로 아시아 신기록을 세우며 은메달을 땄다. 1500m는 이 때가 생애 첫 출전이었다.
2006년 카타르 도하에서 열린 《제15회 아시안 게임》에서 금메달 3개, 은메달 1개, 동메달 3개를 획득하는 기염을 토하며 아시안게임 최우수 선수로 선정되었다. 이후 그는 태릉선수촌을 나와 개인 훈련에 돌입했고, 이 과정에서 코치 교체 등 잡음에 시달리기도 했다.
2007년 1월부터는 괌과 세계 선수권 대회가 열리는 오스트레일리아 멜버른에서 2개월 여 동안 전지훈련을 실시했고 2007년 3월 25일에 열린 세계 선수권 대회 자유형 400m 경기에서 예선 2위의 성적으로 결승에 진출했다.
결승전에서 그는 350m 지점까지 4위를 달리다가 마지막 50m에서 역영을 펼쳐, 3분 44초 30으로 2·3위를 기록한 튀니지의 오우사마 멜로리와 오스트레일리아의 그랜트 해켓을 제치고 금메달을 획득했다. 이 기록은 자신이 갖고 있던 대한민국 기록이자 아시아 기록을 1초 42 앞당긴 것이다. 2007년 8월 21일에는 ‘프레 올림픽’ 대회인 2007 일본 국제 수영대회 400m 자유형에서 3분 44초 77의 기록으로 금메달을 획득했다.
박태환은 2008년 단국대학교 사범대학 체육교육과에 정식으로 입학하여 대학원까지 진학하였다. 대학입학시 단국대뿐만 아니라 서울대·연세대·고려대·한체대 등 대학들로부터 입학제의가 들어왔으나 박태환과 가족의 결정은 미래에 대한 확실한 보장을 고려했고 현역 선수 생활을 마친 뒤 교수가 되어 후진양성의 수영지도자로 활동하길 원하는 것으로 알려졌다.
2008년 1월부터는 12월까지 배우겸 가수 윤은혜와 함께 의류 제조 업체 베이직하우스의 제6대 광고 모델로 활동하였다. 또한 김연아와 함께 출연했던 다이내믹 코리아 홍보대사와 KB국민은행 광고를 시작으로 SK텔레콤 휴대폰 광고, '2009 코리아매치컵 세계요트대회'의 홍보대사와 우유소비홍보대사를 비롯하여 2010년에는 서울교육청은 추진하는 ‘서울 학생 7560+ 운동’의 저변 확대를 위해 그룹 소녀시대의 서현과 홍보대사로 활동했다.
한편 2008년 베이징올림픽에서 한국 수영 사상 첫 금메달에 은메달까지 추가하며 한국 최고의 스타로 떠오른 박태환이 중국으로 출국하기 전부터 광고모델 요청을 20건 넘게 받은 것으로 밝혀졌다.

2008년 8월 10일에는 베이징의 2008년 하계 올림픽에서 아시아 최초로 수영 400m 자유형에서 3분 41초 86의 기록으로 그랜트 해켓, 장린 등을 꺾고 금메달을 획득하였다. 이어 8월 12일에 벌어진 수영 200m 자유형 종목에서 1분 44초 85의 기록으로 마이클 펠프스에 이어 은메달을 차지했다.
베이징 올림픽 금,은메달 수상 이후 심적 부담감 등의 이유로 심각한 부진에 빠진 박태환은 ‘2009년 세계선수권 대회’에서 자유형 200m, 400m, 1500m 전종목 예선탈락이라는 부진에 빠지게 된다. 전신수영복에 대해 적응을 못하던 그는 2010년 1월 1일부터 전신수영복 금지 규정이 생기면서 다시 한 번 재기의 기회를 노렸다. 2010년 4월부터 80일간 호주 전지훈련에 매달려 1500m를 집중 지구력 위주로 훈련을 하였다.
2010년 8월 19일 2010 팬퍼시픽 수영 선수권 대회에서 200m 은메달을 손에 거머쥐으며 부활의 신호탄을 올렸다. 하지만 하루에 두 경기를 소화한 박태환은 주종목인 1500m에서는 8위 라는 부진한 성적을 내게 된다. 그러나 2010년 8월 21일에 열린 남자 자유형 400m에서 중국의 장린을 따돌리고 전대회에 이어 2연패를 달성하였다.
2010년 11월 14일 중국 광저우에서 열린 제 16회 아시안 게임 남자 200m 자유형에서 자신이 가지고 있던 아시아 최고 기록을 0.05초 앞당기면서 금메달을 땄다. 남자 400m 자유형, 남자 100m 자유형에서도 나서 금메달을 획득하였다. 이로써 전 대회(2006년 도하)에 이은 2대회 연속 3관왕이라는 대기록을 쌓게 되면서 한국 수영사의 최고의 대기록을 수립하게 됐지만 도핑검사를 여느 선수보다 많이 받기도 했다.
2012년 하계 런던올림픽에서 자유형 예선에서 오심으로 인해 실격이 되어 결승에 올라가지 못할뻔 하였으나 실격취소를 판정받아 안좋은 컨디션에도 불구하고 자유형200m와400m에서 은메달을 수상하였다.
현재 박태환은 기초군사훈련을 마치고 퇴소를 하였다..
2013년 3월 28일 인천시청 수영부에 입단하여 현재 인천광역시청이 소속의 선수로 활동 중이고 2014년부터 한국화이자제약의 진통제 광고 모델을 비롯 삼성전자가 새롭게 선보인 리얼타임 패션 광고에 출연하여 박태환이 역대 메달리스트를 이끄는 모습으로 '갤럭시 응원단'의 응원 여정을 보여준 론칭 광고를 보여주고 있다.
2013년 해군으로부터 명예역 해군 대위로 임관했다.
2016년 리우올림픽 100m 예선포기로 귀국하였다.
2023년부터 수도필터 제조회사 듀벨의 전속 모델로 활동중이다.

## 성적
- 날짜는 모두 현지 시간이다.

### 대회 성적
| 날짜             | 종목                    | 대회                                | 장소                      | 순위        | 기록     | 기타                                                |
| ---------------- | ----------------------- | ----------------------------------- | ------------------------- | ----------- | -------- | --------------------------------------------------- |
| 2004년 8월 14일  | 자유형 400m             | 제28회 하계 올림픽                  | 아테네                    | DSQ         |          | 준비 신호를 출발 신호로 착각하고 입수해 실격 처리됨 |
| 2005년 7월 25일  | 자유형 200m             | 세계 수영 선수권 대회               | 캐나다 몬트리올           | 예선 20위   | 1:49.70  | (종전: 박태환 1:50.05)                              |
| 2005년 11월 6일  | 자유형 400m             | 동아시아 경기 대회                  | 마카오                    | 1위         | 3:48.71  |                                                     |
| 2005년 11월 2일  | 자유형 1500m            | 동아시아 경기 대회                  | 마카오                    | 2위         | 15:00.32 | (종전: 위청 15:10.99)                               |
| 2006년 4월 9일   | 자유형 1500m(쇼트 코스) | 세계 쇼트 코스 수영 선수권          | 중국 상하이               | 2위         | 14:33.28 |                                                     |
| 2006년 6월       | 자유형 200m             | 국가대표 공인기록평가회             | 대한민국 울산             |             | 1:48:82  |                                                     |
| 2006년 8월 17일  | 자유형 200m             | 범태평양 수영 선수권 대회           | 캐나다 빅토리아           | 2위         | 1:47.51  | (종전: 박태환 1:48:82)                              |
| 2006년 8월 19일  | 자유형 400m             | 범태평양 수영 선수권 대회           | 캐나다 빅토리아           | 1위         | 3:45.72  | (종전: 마쓰다 다케시, 3:47.28)                      |
| 2006년 8월 20일  | 자유형 1500m            | 범태평양 수영 선수권 대회           | 캐나다 빅토리아           | 1위         | 15:06.11 |                                                     |
| 2006년 12월 3일  | 자유형 200m             | 제15회 아시안 게임                  | 카타르 도하               | 1위         | 1:47.12  | (종전: 박태환, 1:47.51)                             |
| 2006년 12월 5일  | 자유형 400m             | 제15회 아시안 게임                  | 카타르 도하               | 1위         | 3:48.44  |                                                     |
| 2006년 12월 6일  | 자유형 100m             | 제15회 아시안 게임                  | 카타르 도하               | 2위         | 50.02    |                                                     |
| 2006년 12월 7일  | 자유형 1500m            | 제15회 아시안 게임                  | 카타르 도하               | 1위         | 14:55.03 | (종전: 장린 15:00:27)                               |
| 2007년 3월 25일  | 자유형 400m             | 세계 수영 선수권 대회               | 오스트레일리아 멜버른     | 1위         | 3:44.30  | (종전: 박태환 3:45:72)                              |
| 2007년 3월 27일  | 자유형 200m             | 세계 수영 선수권 대회               | 오스트레일리아 멜버른     | 3위         | 1:46.73  | (종전: 박태환 1분46초73)                            |
| 2007년 8월 21일  | 자유형 400m             | 일본 국제 수영 대회                 | 일본 지바                 | 1위         | 3:44.77  |                                                     |
| 2007년 10월 13일 | 자유형 100m             | 제88회 전국 체육 대회               | 대한민국 광주             | 1위         | 49.32    | (종전: 박태환 50.02)                                |
| 2008년 4월 18일  | 자유형 400m             | 제80회 동아 수영 대회               | 대한민국 울산             | 1위         | 3:43.59  | (종전: 박태환 3:44.30)                              |
| 2008년 4월 20일  | 자유형 200m             | 제80회 동아 수영 대회 (대학부 결승) | 대한민국 울산             | 1위         | 1:46.26  | (종전: 박태환 1:46.73)                              |
| 2008년 8월 10일  | 자유형 400m             | 제29회 하계 올림픽                  | 중국 베이징               | 1위         | 3:41.86  | (종전: 장린 3:43.32)                                |
| 2008년 8월 11일  | 자유형 200m             | 제29회 하계 올림픽 (예선)           | 중국 베이징               | -           | 1:45.99  | (종전: 박태환 1:46:26)                              |
| 2008년 8월 12일  | 자유형 200m             | 제29회 하계 올림픽                  | 중국 베이징               | 2위         | 1:44.85  | (종전: 박태환 1:45:99)                              |
| 2008년 10월 15일 | 자유형 100m             | 제89회 전국 체육 대회               | 대한민국 전라남도 목포시  | 1위         | 48.94    | (종전 : 박태환 49.32)                               |
| 2009년 7월 26일  | 자유형 400m             | 세계 수영 선수권 대회 (예선)        | 이탈리아 로마             | 예선 12위   | 3:46.04  |                                                     |
| 2009년 7월 28일  | 자유형 200m             | 세계 수영 선수권 대회               | 이탈리아 로마             | 준결승 13위 | 1:46.68  |                                                     |
| 2010년 8월 18일  | 자유형 200m             | 범태평양 수영 선수권 대회           | 미국 어바인               | 2위         | 1:46.27  |                                                     |
| 2010년 8월 20일  | 자유형 400m             | 범태평양 수영 선수권 대회           | 미국 어바인               | 1위         | 3:44.73  |                                                     |
| 2010년 11월 14일 | 자유형 200m             | 제16회 아시안 게임                  | 중국 광저우               | 1위         | 1:44.80  | (종전: 박태환 1:44.85)                              |
| 2010년 11월 16일 | 자유형 400m             | 제16회 아시안 게임                  | 중국 광저우               | 1위         | 3:41.53  | (종전: 박태환 3:41.86)                              |
| 2010년 11월 17일 | 자유형 100m             | 제16회 아시안 게임                  | 중국 광저우               | 1위         | 48.70    | (종전: 박태환 48.94)                                |
| 2010년 11월 18일 | 자유형 1500m            | 제16회 아시안 게임                  | 중국 광저우               | 2위         | 15:01.72 |                                                     |
| 2011년 7월 24일  | 자유형 400m             | 세계 수영 선수권 대회               | 중국 상하이               | 1위         | 3:42.04  |                                                     |
| 2011년 7월 26일  | 자유형 200m             | 세계 수영 선수권 대회               | 중국 상하이               | 4위         | 1:44.92  |                                                     |
| 2012년 7월 28일  | 자유형 400m             | 제30회 하계 올림픽                  | 영국 런던                 | 2위         | 3:42.06  |                                                     |
| 2012년 7월 31일  | 자유형 200m             | 제30회 하계 올림픽                  | 영국 런던                 | 2위         | 1:44.93  |                                                     |
| 2012년 8월 4일   | 자유형 1500m            | 제30회 하계 올림픽                  | 영국 런던                 | 4위         | 14:50.61 |                                                     |
| 2014년 8월 23일  | 자유형 400m             | 범태평양 수영 선수권 대회           | 오스트레일리아 골드코스트 | 1위         | 3:43.15  |                                                     |

### 개인 최고 기록
| 종목         | 기록         | 날짜          | 대회                               | 장소                  | 기타                            |  |
| 자유형 100m  | 48초 42      | 2014. 02. 28  | 뉴사우스웨일스 주 오픈 선수권 대회 | 오스트레일리아 시드니 | 보관됨 2014-03-04 - 웨이백 머신 |  |
| 자유형 200m  | 1분 44초 80  | 2010. 11. 14. | 2010년 아시안 게임                 | 중국 광저우           |                                 |  |
| 자유형 400m  | 3분 41초 53  | 2010. 11. 16  | 2010년 아시안 게임                 | 중국 광저우           |                                 |  |
| 자유형 800m  | 7분 52초 07  | 2012. 06. 01  | 산타클라라 국제 그랑프리           | 미국 산타클라라       |                                 |  |
| 자유형 1500m | 14분 47초 38 | 2012. 02. 12  | 뉴사우스웨일스 주 오픈 선수권 대회 | 오스트레일리아 시드니 |                                 |  |

### 범례
|  | 세계 신기록                  |  | 1                 | 아프리카 신기록 |                      | Q | 예선 통과 |
|  | 올림픽 신기록                |  | 북아메리카 신기록 | DNS             | 경기를 시작하지 않음 |   |           |
|  |                              |  | 아시아 신기록     | DNF             | 경기를 마치지 않음   |   |           |
|  | 국가 신기록                  |  | 유럽 신기록       | DSQ             | 실격                 |   |           |
|  | 개인 최고 기록 (개인 신기록) |  | 오세아니아 신기록 | WD              | 기권                 |   |           |
|  | 시즌 최고 기록 (시즌 신기록) |  | 남아메리카 신기록 | NM              | 기록 없음            |   |           |

## 사건사고

### 네비도투여 사건
2014년 인천 아시안게임 이전 스테로이드 계열의 약물인 네비도를 투약한 것으로 드러나 큰 논란을 불러일으켰으며 이로써 인천 아시안게임에서 획득한 모든 메달이 박탈되었다. 징계기간은 2014년 9월 3일부터 2016년 3월 2일까지이며 자격정지로 인해 선수자격으로 훈련을 할 수 없어 일반인 자격으로 노민상 수영교실에 등록해 서울 방이동 올림픽공원 올림픽수영장에서 훈련을 재개했다. 그러나 대한체육회 규정상 금지 약물 징계를 받은 선수는 징계 만료일로부터 2년 간 대표 선수로 뛸 수 없기 때문에 현 대한체육회 규정상 2019년 3월까지 대한민국 국가대표팀 발탁이 불가능해 리우 올림픽에 출전할 수 없었다. 이중처벌 논란이 일자 대한체육회는 국민생활체육회와 통합 작업이 마무리되는 2016년 3월 이후 법률 검토를 거쳐 박태환의 출전을 허용할 지 여부를 결정하기로 했다.
법원은 대한체육회와 수영연맹을 상대로 낸 가처분신청을 받아들였다. 박태환은 국제스포츠 중재재판소(CAS)에 대한체육회와 수영연맹을 상대로 이중처벌 철회에 대한 소송을 걸었고 결국 국제스포츠 중재재판소(CAS)가 박태환의 손을 들어주면서 박태환은 우여곡절 끝에 리우 올림픽에 출전할 수 있게 되었다.

#### 네비도투여 사건 일지
2014년
7월 29일 박태환 T병원에서 네비도 주사 투여,
9월 3일 FINA 도핑테스트,
10월 30일 FINA, 박태환에게 도핑테스트(9월 실시 A샘플) 양성반응 통보,
12월 2일 ~ 4일 캐나다 몬트리올 세계반도핑위원회(WADA) 인증 연구소 B샘플(9월 실시) 검사,
12월 8일 FINA, 박태환에게 도핑테스트(9월 실시 B샘플) 양성반응 통보,
12월 9일 FINA, 박태환 임시 선수자격 정지,
2015년
1월 20일 박태환 측, 검찰에 T병원 고소,
2월 6일 검찰, 업무상 과실치사 등 혐의로 T병원장 불구속기소,
3월 23일 박태환 등 청문회 대응팀 FINA 청문회 출석,
3월 24일 FINA, 박태환에 18개월 자격정지 징계…2014 인천 AG 메달 6개 박탈,
12월 17일 서울중앙지법, 업무상과실치상 및 의료법 위반 혐의로 기소된 T병원장에게 벌금 100만원 선고
2016년 3월 3일 FINA 징계 해제, 박태환 선수신분 회복
11월 25일 S호텔 김원장의 상고심에서 의료법 위반에 대해서는 유죄, 업무상과실치상 혐의에는 무죄를 선고한 원심을 확정.

#### 네비도투여 사건 법정공방
사건의 본질은 법정공방 속에서 밝혀지는데 2015년 1월20일 박태환 측이 검찰에 금지 약물을 투여했다고 의심되는 T병원을 상해 등 혐의로 고소하면서 시작된다.
  검찰 조사(형사2부(부장검사 이두봉))에서 ‘박태환이 남성호르몬 증가를 위해 주사제를 맞았다’는 사실관계는 어느 정도 확인이 되었다. 쟁점은 네비도와 테스토스테론에 대해 당사자들이 당시에 얼마나 인지하고 있었는지인데, 이 부분에서 박태환과 병원 측의 진술이 엇갈리고 있다. 박태환은 “주사 성분 등을 수 차례 확인했고, 병원에서도 문제가 없는 주사라고 했다. 주사제 이름이 네비도인 줄도 몰랐다”는 입장인 반면, 의사 김씨는 “테스토스테론이 금지약물인 줄 몰랐다. 난 도핑 전문가가 아니다”고 주장한 것으로 알려졌다.
재판 과정에서 밝혀진 바에 따르면, 박태환은 테스토스테론 뿐만 아니라 또 다른 금지약물인 성장호르몬 주사도 맞은 것으로 보인다.
병원측 변호인은 “박태환이 T병원에서 남성호르몬 2회, 성장호르몬 4회, 비타민주사 15회를 맞았다”고 주장했다. 박태환은 “배에 맞는 성장호르몬 주사를 한 번 맞은 기억은 있다”며 “그게 금지약물인지는 몰랐다”고 했다.
병원측 변호인은 박태환이 T병원에서 피를 뽑았다가 다시 주입하는 PRP(자가혈치료술)를 받은 사실도 밝혔다. 박태환은 금지약물 교육을 매년 10년이상 받았는데, 남성호르몬제나 성장호르몬제가 도핑에 문제가 없을것이라고 생각하고 처방 받았다는것은 모순이다. 상시금지약물 S1.이 남성호르몬제, S2.가 성장호르몬이기 때문이다. 이미 두가지 상시금지약물을 맞았고 경기력 향상에 영향을 미칠 수 있는 PRP(자가혈치료술)를 받은 것이 드러났다. 이러한 이유로 미필적 고의 또는 고의로 처방을 받았다고 생각하는 것이다. 치료 목적을 위한 처방은 치료 목적 사용 면책 (Therapeutic Use Exemption)이라는 방법을 이용해서 처방받을 수 있는데 그렇게 하지 않았다는 것은 치료 목적이었다고 볼 수 없는 이유가 된다. 2016년 11월 25일 S호텔 김원장의 상고심에서 의료법 위반에 대해서 유죄를 받은 것은 "네비도 주사를 맞은 후 부작용 등에 대해 제대로 설명했어야 하는 의무가 있는데 하지 않았다."는 이유에서 유죄를 받은 것이다. 박태환도 모르게 남성호르몬제를 맞게 한 것이 아니고 남성호르몬 제에 대해서 제대로 설명하지 않았다고 판단되기 때문에 벌금형을 받은 것이다.

#### 도핑관련
박태환처럼 "국제수준"등급의 선수가 아니더라도 국가대표 선수들은 매년 1회 이상의 도핑방지교육을 받는다.

한국도핑방지교육의 주요내용은 선수 생활을 하는동안 도핑방지는 생활이다.라는 것과 아래와 같이 여러번에 거쳐 모든 책임은 본인에게 있다는것을 강조하고 있다.
[제2조 도핑의 정의 및 도핑방지규정위반]선수 또는 기타 관계자는 도핑방지규정위반과 금지목록에 포함된 약물 및 방법을 구성하는 것이 무엇인지를 알아야 할 책임을 진다.
22.1.3 도핑방지와 관련하여 선수가 사용하고 복용한 모든 물질에 대하여 책임을 진다.
또한 상시금지약물은 여섯가지로 분류되는데 S1.동화작용제(남성호르몬), S2.펩티드호르몬, 성장인자(성장호르몬)이다.